# Філіппо Мелегоні
Філіппо Мелегоні (італ. Filippo Melegoni, нар. 18 лютого 1999, Бергамо) — італійський футболіст, півзахисник клубу «Каррарезе».
Виступав за юнацькі та молодіжну збірні Італії.

## Клубна кар'єра
Народився 18 лютого 1999 року в Бергамо. Вихованець футбольної школи місцевої «Аталанти». Дорослу футбольну кар'єру розпочав 2017 року в основній команді того ж клубу, у складі якої протягом двох сезонів взяв участь у 2 матчах чемпіонату. 
Влітку 2018 року був відданий в оренду до «Пескари», у складі якої провів два сезони в Серії B.
16 вересня 2020 року на правах дворічної оренди з подальшим обов'язковим викупом перейшов до «Дженоа». Влітку 2022 року клуб здійснив обов'язкий викуп його контракту за 4 мільйони євро, утім невдовзі гравець залишив Геную і перейшов на умовах однорічної оренди до бельгійського «Стандарда» (Льєж), де мав регулярну ігрову практику.
1 вересня 2023 року був знову відданий в оренду, цього разу до «Реджяни», представника Серії B.

## Виступи за збірні
2014 року дебютував у складі юнацької збірної Італії (U-15), загалом на юнацькому рівні взяв участь у 75 іграх, відзначившись 7 забитими голами.
2020 року залучався до складу молодіжної збірної Італії. На молодіжному рівні зіграв у 2 офіційних матчах, забив 1 гол.

## Статистика виступів

### Статистика клубних виступів
Станом на 8 серпня 2023
| Сезон                | Команда              | Чемпіонат            | Чемпіонат | Чемпіонат | Національний кубок | Національний кубок | Національний кубок | Континентальні кубки | Континентальні кубки | Континентальні кубки | Інші змагання | Інші змагання | Інші змагання | Усього | Усього |
| Сезон                | Команда              | Ліга                 | Ігор      | Голів     | Ліга               | Ігор               | Голів              | Ліга                 | Ігор                 | Голів                | Ліга          | Ігор          | Голів         | Ігор   | Голів  |
| -------------------- | -------------------- | -------------------- | --------- | --------- | ------------------ | ------------------ | ------------------ | -------------------- | -------------------- | -------------------- | ------------- | ------------- | ------------- | ------ | ------ |
| 2016–17              | «Аталанта»           | A                    | 1         | 0         | КІ                 | 0                  | 0                  | -                    | -                    | -                    | -             | -             | -             | 1      | 0      |
| 2017–18              | «Аталанта»           | A                    | 1         | 0         | КІ                 | 0                  | 0                  | -                    | -                    | -                    | -             | -             | -             | 1      | 0      |
| Усього за «Аталанту» | Усього за «Аталанту» | Усього за «Аталанту» | 2         | 0         |                    | 0                  | 0                  |                      | -                    | -                    |               | -             | -             | 2      | 0      |
| 2018–19              | «Пескара»            | B                    | 13        | 1         | КІ                 | 0                  | 0                  | -                    | -                    | -                    | -             | -             | -             | 13     | 1      |
| 2019–20              | «Пескара»            | B                    | 12+1      | 0         | КІ                 | 0                  | 0                  | -                    | -                    | -                    | -             | -             | -             | 13     | 0      |
| Усього за «Пескару»  | Усього за «Пескару»  | Усього за «Пескару»  | 25+1      | 1         |                    | 0                  | 0                  |                      | -                    | -                    |               | -             | -             | 26     | 1      |
| 2020–21              | «Дженоа»             | A                    | 14        | 0         | КІ                 | 3                  | 1                  | -                    | -                    | -                    | -             | -             | -             | 17     | 1      |
| 2021–22              | «Дженоа»             | A                    | 25        | 1         | КІ                 | 2                  | 0                  | -                    | -                    | -                    | -             | -             | -             | 27     | 1      |
| серп. 2022           | «Дженоа»             | B                    | 0         | 0         | КІ                 | 1                  | 0                  | -                    | -                    | -                    | -             | -             | -             | 1      | 0      |
| Усього за «Дженоа»   | Усього за «Дженоа»   | Усього за «Дженоа»   | 39        | 1         |                    | 6                  | 1                  |                      |                      |                      |               |               |               | 45     | 2      |
| 2022–23              | «Стандард» (Льєж)    | Д1                   | 27        | 1         | КБ                 | 2                  | 0                  | -                    | -                    | -                    | -             | -             | -             | 29     | 1      |
| 2023–24              | «Реджяна»            | B                    | 0         | 0         | КІ                 | 0                  | 0                  | -                    | -                    | -                    | -             | -             | -             | 0      | 0      |
| Усього за кар'єру    | Усього за кар'єру    | Усього за кар'єру    | 92+1      | 3         |                    | 8                  | 1                  |                      | -                    | -                    |               | -             | -             | 101    | 4      |